# L'amore coniugale
Pour les articles homonymes, voir L'Amour conjugal (homonymie).
Pour plus de détails, voir Fiche technique et Distribution.
L'amore coniugale est un film italien réalisé par Dacia Maraini et sorti en 1970. C'est l'adaptation du roman L'Amour conjugal (L'amore coniugale) d'Alberto Moravia publié en 1949.

## Fiche technique
Sauf indication contraire, les informations mentionnées dans cette section peuvent être confirmées par la base de données cinématographiques IMDb,  présente dans la section « Liens externes ».
- Titre original : L'amore coniugale[2]
- Réalisatrice : Dacia Maraini
- Scénario : Dacia Maraini d'après Alberto Moravia
- Photographie : Giulio Albonico
- Montage : Cleofe Conversi
- Musique : Benedetto Ghiglia
- Son : Eraldo Giordani
- Société de production : I Film Dell'Orso
- Pays de production :  Italie
- Langue originale : italien
- Format : Couleurs par Eastmancolor - Son mono
- Durée : 102 minutes (1 h 42[2])
- Genre : Drame
- Dates de sortie :
  - Italie : 24 septembre 1970
- Classification :
  - Italie : Interdit aux moins de 14 ans[2]

## Distribution
- Tomas Milian : Silvio Pantaneo
- Macha Méril : Leda
- Lidia Biondi
- Luigi Maria Burruano
- Lorenzo Cannatella : Angelo
- Francesca Orestano
- Giuseppe Palumbo:
- Enzo Fontana
- Andrea Fonti
- Giovan Battista Lo Galbo

## Bande originale du film
1. Luisa dove sei par Salvatore Ruisi
2. I've lost you par Johnny Davil
3. L'amicizia par Herbert Pagani
4. Sono io par Miranda Martino
5. Morning par Johnny Davil
6. Il mio amore par Peppino Gagliardi
7. Ahi le Hawai par Herbert Pagani
8. Questo pomeriggio par Ada Mori
9. Insieme a lei par I Gens
10. Che vuole questa musica stasera par Peppino Gagliardi
11. Married Life (L'amore coniugale) par Lally Stott